# Illice conjuncta
Illice conjuncta là một loài bướm đêm thuộc phân họ Arctiinae, họ Erebidae.